# Pomagagnon
Il Pomagagnon è un gruppo montuoso della catena delle Dolomiti orientali situato a nord di Cortina d'Ampezzo, la cui vetta più alta si erge a 2.450 m s.l.m.

## Descrizione
Apparentemente, il Pomagagnon figura come uno dei monti più elevati d'Ampezzo: in realtà la sua imponenza è soltanto un'illusione dovuta alla sua particolare vicinanza e incombenza sulla Conca ampezzana, nonché alla lunghezza del massiccio. Tuttavia, essendo una delle montagne che racchiudono la celebre vallata a guisa di corona, il suo impatto visivo e l'effetto scenografico sono davvero spettacolari.
Il Pomagagnon delimita, insieme al retrostante Cristallo, il versante settentrionale della conca ampezzana, opposto ai monti Rocchetta, Becco di Mezzodì, Croda da Lago e Cinque Torri.

## Le cime
- Punta Fiames - 2.240 m
- Punta della croce - 2.300 m
- Campanile Dimai - 2.310 m
- Croda Longes - 2.443 m
- Croda del Pomagagnon  - 2.450 m
- Testa del Bartoldo - 2.435 m
- Gran Pomagagnon
- Croda dei Zestelis - 2.342 m
- Punta Erbing - 2.301 m

## Vie ferrate
La via ferrata Albino Michielli Strobel raggiunge Punta Fiames, appartenente al gruppo del Pomagagnon.